# Harald Paulsen
Harald Paulsen, född 26 augusti 1895 i Elmshorn, Kejsardömet Tyskland, död 4 augusti 1954 i Hamburg, Västtyskland, var en tysk skådespelare. Paulsen medverkade under åren 1919-1954 i över 130 filmer.
På scen var Paulsen 1928 den förste att spela rollen som Macke Kniven vid uruppförandet av Tolvskillingsoperan.

## Filmografi, urval
- 1933 – Den lilla svindlerskan
- 1936 – Hans officiella hustru
- 1936 – Ave Maria
- 1937 – Före solnedgången
- 1938 – Den fromma lögnen
- 1940 – Bismarck
- 1941 – Ohm Krüger
- 1941 – Vem dömer?
- 1941 – Magdalena kollrar bort sin chef
- 1943 – Gammalt hjärta blir åter ungt
- 1953 – Som ett brev på posten